# Amtsgericht Burgwedel

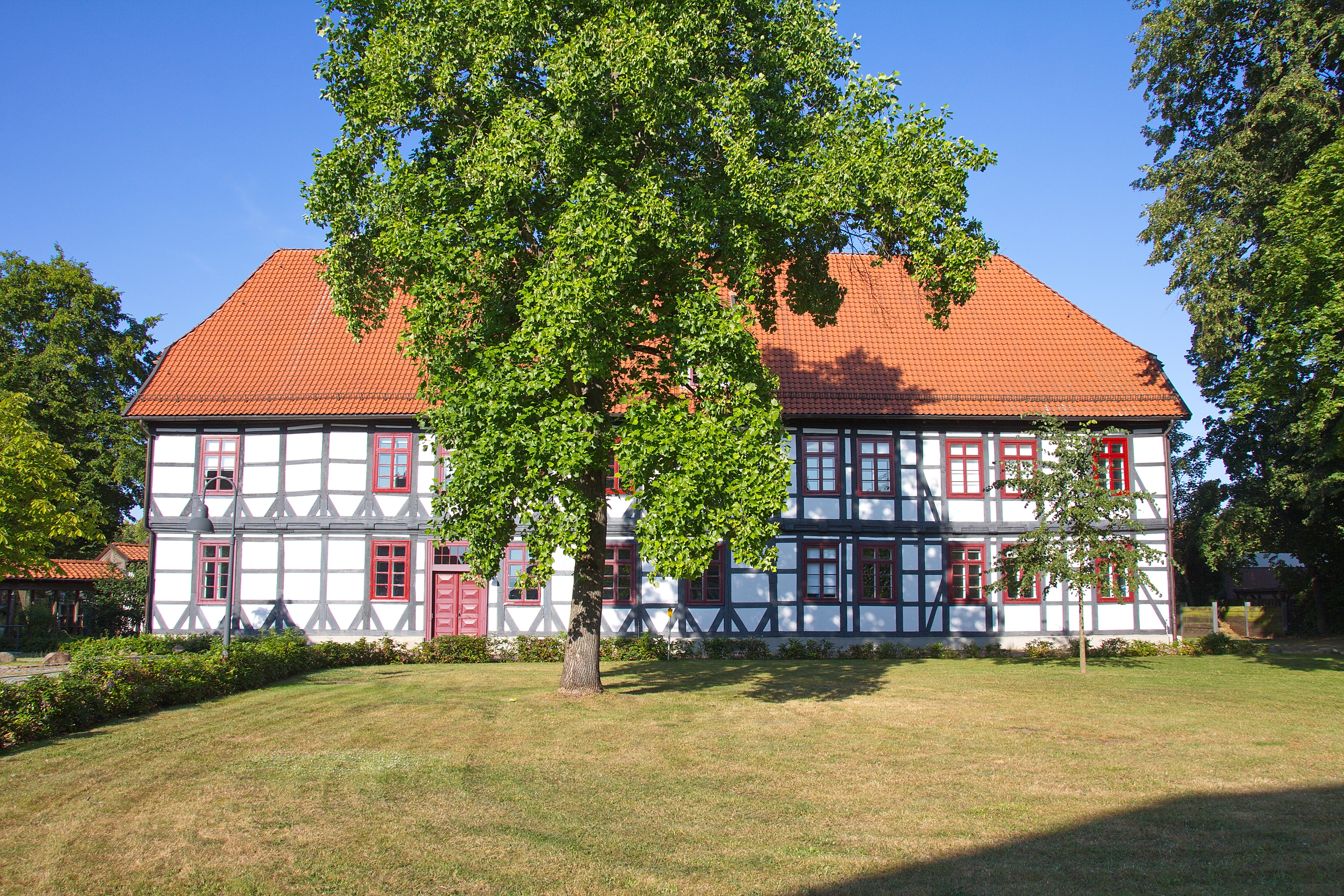
Amtsgericht Burgwedel

Das Amtsgericht Burgwedel ist eines von sechs Amtsgerichten im Bezirk des Landgerichts Hannover. Es hat seinen Sitz in Burgwedel in Niedersachsen.

## Zuständigkeiten
Das Amtsgericht Burgwedel ist für die Stadt Burgwedel, die Gemeinden Wedemark sowie Isernhagen und somit für rund 73.000 Personen zuständig.
Ihm ist das Landgericht Hannover übergeordnet. Zuständiges Oberlandesgericht ist das Oberlandesgericht Celle.

## Geschichte
Mit dem am 1. Oktober 1852 in Kraft getretenen hannoverschen Gerichtsverfassungsgesetz vom 8. November 1850 wurde das Königliche Amtsgericht Burgwedel eingerichtet. Zunächst war das Amtsgericht im Amtshaus am Marktplatz untergebracht. 1886 folgte der Umzug in das ehemalige Jagdschloss. Es umfasste anfangs die Teile des Amtes Burgwedel, die vorher zur Amtsvogtei Burgwedel gehörten.
Bis zum Zweiten Weltkrieg hatte das Amtsgericht nur etwa sechs bis sieben Mitarbeiter angestellt, von denen einer Richter war. Am 19. Juli 1943 wurde das Gericht als kriegsbedingte Sparmaßnahme vorübergehend geschlossen. Die Geschäfte übernahm das Amtsgericht Hannover. Die Burgwedeler Mitarbeiter bildeten dort die Abteilung Amtsgericht Burgwedel in Hannover. Gegen Ende des Krieges zog zunächst die Wehrmacht in das Gebäude in Burgwedel ein, später wurde es sogar als Notunterkunft für Flüchtlinge genutzt. Am 15. Januar 1947 nahm das Amtsgericht Burgwedel den Betrieb wieder auf.

## Gebäude
Das Jagdschloss wurde 1650/51 an den Ort des im Dreißigjährigen Krieg niedergebrannten Jagdschlosses der Celler Herzöge errichtet. Im Jahre 1718 wurde ein größerer Anbau angeschlossen. In den Jahren 1989 und 1991 wurden Neubauten bezogen, 1999 wurde die Sanierung des alten Jagdschlosses beendet. Die heutige Adresse des Amtsgerichtsgebäudes lautet Im Klint 4.